# John McDermott
John J. "J.J." McDermott foi um atleta norte-americano, primeiro campeão da Maratona de Boston, realizada em abril de 1897, a primeira maratona disputada após a inaugural dos Jogos Olímpicos de Atenas de 1896. McDermott venceu a prova — na época chamada apenas de B.A.A. Road Race — com um tempo de 2:55.10, mesmo dando algumas caminhadas durante a parte final do percurso, no que então foi um recorde mundial não-oficial, uma marca inferior à de Spiridon Louis em Atenas, 2:58.50.
Com seus dados pessoais descohecidos, sua origem é controversa, com fontes indicando que ele seria natural da cidade de Nova York, onde corria pelo clube de atletismo Pastime Athletic Club e outras afirmando que ele seria originário de Boularderie, uma pequena comunidade no Canadá, onde uma corrida anual,  a J.J. McDermott Long John Jaunt Half-Marathon, é realizada em sua homenagem.